# 東村 (群馬県吾妻郡)
東村（あづまむら）は、群馬県の北西部、吾妻郡にかつて存在していた村である。
2006年3月27日、吾妻町と合併し、東吾妻町が新設されたため廃止された。

## 教育
- 東村立東小学校
- 東村立東中学校

## 観光施設
- あずま温泉桔梗館

## 主な地区
- 五町田
- 箱島 - 名水百選に選出された箱島湧水がある。週末には水を求めて首都圏からも多くの人が訪れる。
- 新巻 - この地区にあった新巻製糸で若き日の小渕光平（元衆議院議員・小渕恵三の実父）が修行した。
- 奥田 - 白鳥神社、東吾妻町役場東支所がある。
- 岡崎

## 沿革
- 1889年4月1日　町村制施行に伴い吾妻郡に東村が誕生。
- 2006年に隣接する吾妻町と合併し、東吾妻町が新設されたため廃止。